# Жасмон

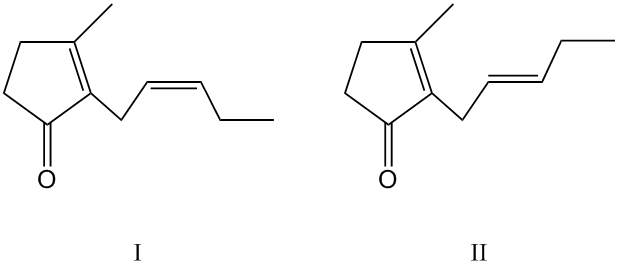
Жасмон

Жасмон (3-метил-2-(2-пентенил)-2-циклопентен-1-он), C11H16O — циклический кетон, относящийся к терпеноидам. Состоит из двух изомеров: цис-жасмон (природный, формула I) и транс-жасмон (формула II).

## Изомерия двойной связи
Из-за изомерии двойной связи на нециклической двойной связи C=C существуют две формы:
| Жасмон (2 изомера) | Жасмон (2 изомера) |
| ------------------ | ------------------ |
| (Z)-Жасмон         | (E)-Жасмон         |

## Свойства
Цис-жасмон — бесцветная или желтоватая маслянистая жидкость с сильным запахом жасмина. Растворим в этаноле и маслах, нерастворим в воде.
- М.м. 164,24
- Ткип = 248оС
- d422=0,9437
- nD20=1,4979
- Твсп = 76оС
- ЛД50 5 г/кг (для крыс, перорально).

Транс-жасмон — маслянистая жидкость с запахом менее цветочным, чем у цис-жасмона, с примесью запаха жира
- М.м. 164,24
- Ткип = 142оС
- nD20=1,4974
- Твсп = 76оС

## Нахождение в природе и получение
В природе встречается только цис-жасмон, содержащийся в масле цветов жасмина (из которого его получают), неролиевом, апельсиновом и некоторых других эфирных маслах.

## Применение
Цис-жасмон применяется как компонент парфюмерных композиций, особенно для приготовления наиболее дорогих сортов духов, а также как компонент пищевых эссенций.